# Eduard Pendorf
Eduard Pendorf (Lehe, 18 oktober 1892 – 3 november 1958) was een Duits voetballer.

## Carrière

### Club
Pendorf werd geboren in Lehe, nabij Bremerhaven maar als kind verhuisde hij met zijn ouders naar Leipzig. Hij begon zijn carrière bij Olympia Leipzig en maakte in 1912 de overstap naar VfB Leipzig, de topclub van de stad. Al in zijn eerste seizoen won hij met de club de Midden-Duitse titel en plaatste zich zo voor de eindronde om de landstitel. Na overwinningen op FC Askania Forst en BTuFC Viktoria 1889 plaatste de club zich al voor de vijfde keer voor de finale. In de negende minuut zette Pendorf een strafschop om en bracht zijn team op voorsprong, dat uiteindelijk met 3-1 zou winnen. Het volgende seizoen moest de club de Midden-Duitse titel aan stadsrivaal SpVgg 1899 Leipzig-Lindenau laten, maar als titelverdediger waren ze wel voor de eindronde geplaatst. In Königsberg kwamen ze achter tegen SV Prussia-Samland Königsberg, maar kort voor de rust kon Paul Pömpner de gelijkmaker binnen trappen. Na de rust scoorde Pendorf ook nog. Na een overwinning op Duisburger SpV speelde hij de tweede finale op rij. Nadat SpVgg Fürth al snel op voorsprong kwam maakte Pendorf in de 83ste minuut de gelijkmaker waardoor er verlengingen kwamen. Beide clubs scoorden in de verlengingen waardoor er nog verder gespeeld werd. Karl Franz scoorde uiteindelijk in de 153ste minuut het winnende doelpunt voor Fürth. Na de Eerste Wereldoorlog nam hij ook nog in 1920, 1925, 1927 en 1930 aan de eindronde deel maar zonder succes. In 1932 beëindigde hij op 40-jarige leeftijd zijn carrière.

### Nationaal elftal
Met de Midden-Duitse selectie speelde hij drie keer de finale van de Kronprinzenpokal en won deze in 1921, toen deze beker de naam Bundespokal droeg.
Hij speelde ook voor het nationale elftal. Op 21 maart 1913 maakte hij zijn debuut in de 0-3 nederlaag tegen de Engelse amateurs. Zijn volgende optreden was pas in 1922. Op 26 maart speelde hij in het 2-2 gelijkspel tegen Zwitserland. Zijn laatste wedstrijd was op 24 april van dat jaar in de 0-2 overwinning tegen Oostenrijk in Wenen.
Na de Tweede Wereldoorlog verliet hij Leipzig en vestigde zich in 1950 in Braunschweig.